# レクイエム (サン＝サーンス)

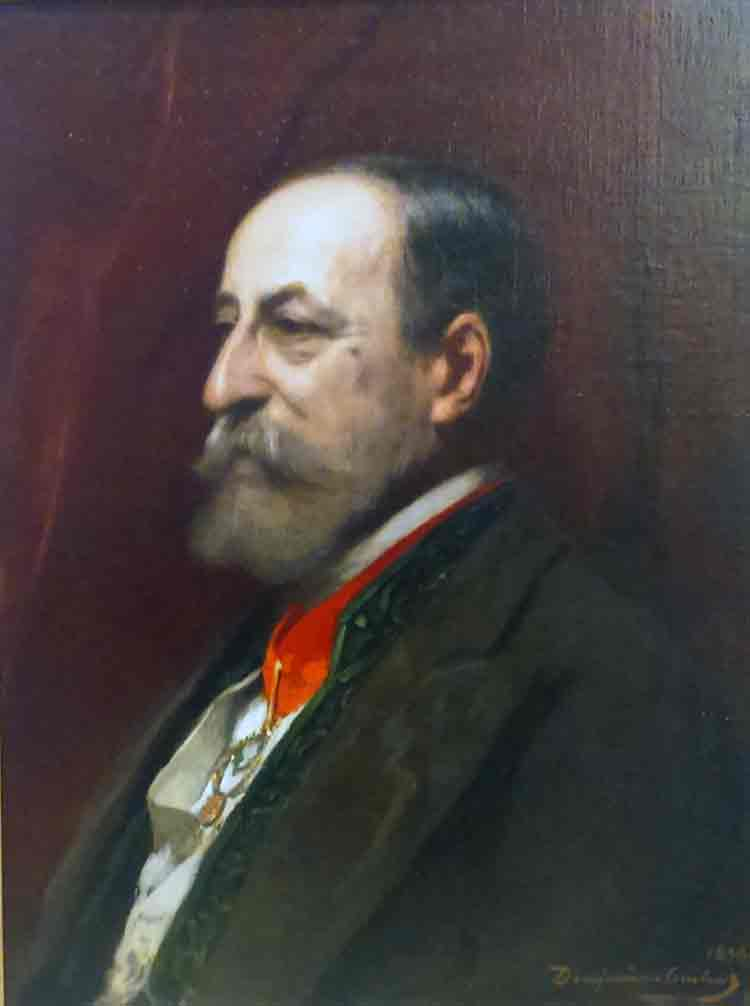
ジャン＝ジョセフ・バンジャマン＝コンスタンによるサン＝サーンス

『レクイエム』（フランス語:  Messe de Requiem）ハ短調作品54は、フランスの作曲家カミーユ・サン＝サーンスが作曲したレクイエムである。 1878年 5月22日にパリのサン＝シュルピス教会にて初演された。サン＝サーンスが指揮を務め、 シャルル＝マリー・ヴィドールがオルガンを担当し、合唱はパリ・オペラ座の合唱団が歌った。本作はベルリオーズ的な激しさや巨大さをもつレクイエムではなく、むしろフォーレの作品に近い雰囲気をもった静かな作品である。 

## 概要

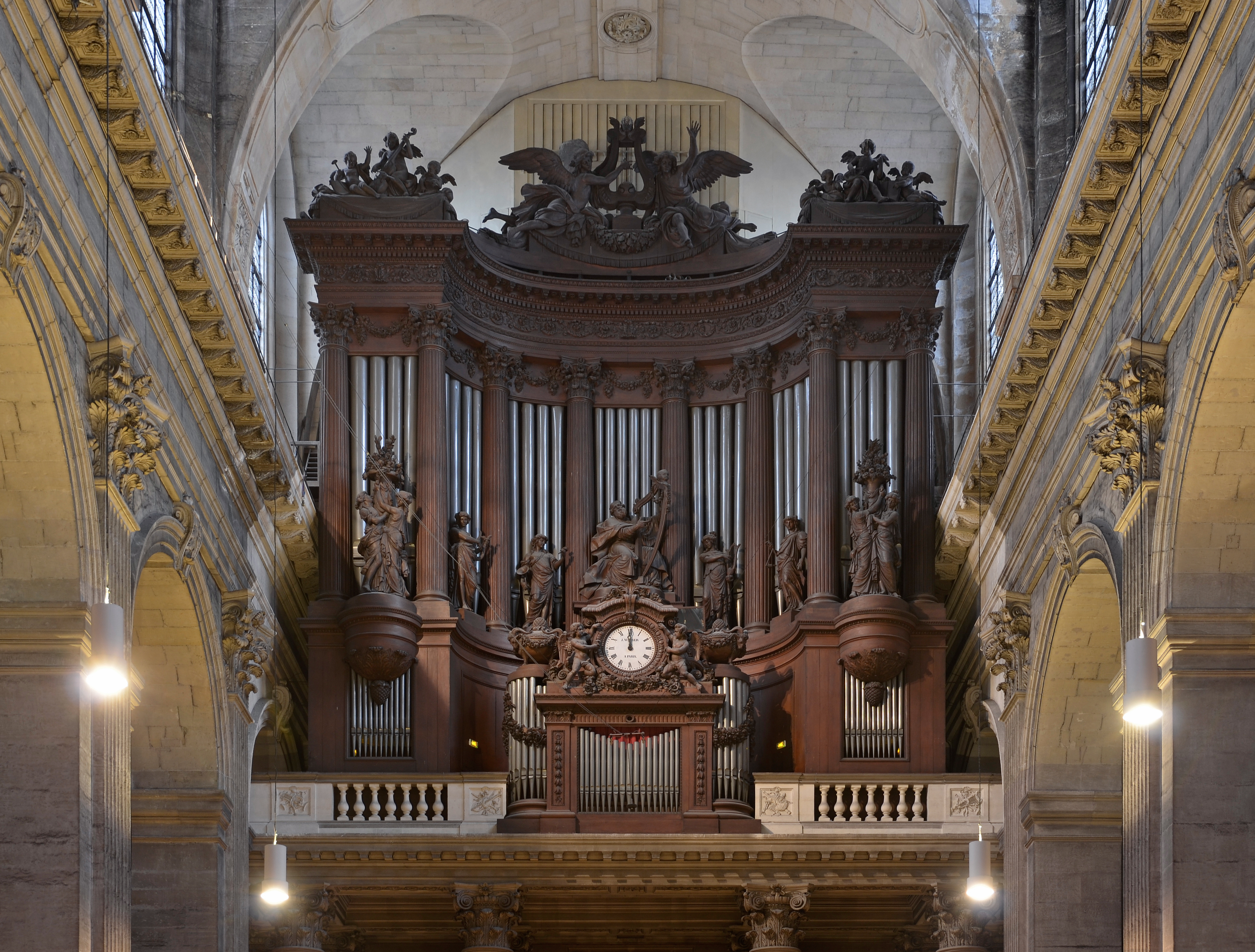
初演されたサン＝シュルピス教会のオルガン

1871年に国民音楽協会が結成され、サン＝サーンスはマドレーヌ教会のオルガニストの職にあり、多忙な生活を強いられていた。友人でもありパトロンでもあった郵政大臣のアルベール・リボン（Albert Libon）はサン＝サーンスに作曲に専念させるために、彼の死後に彼のためのレクイエムを作曲することを条件に10万フランを遺贈することとしたが、リボンは最終的にこの義務を免除し、1877年に世を去った。このおかげで、サン＝サーンスはマドレーヌ教会のオルガニストを辞することができた。しかし、サン＝サーンスは翌1878年４月にスイスのベルンでリボンの一周忌のために8日前後という短期間に本作の作曲を完了した。
本作が書かれたのはサン＝サーンスの最盛期にあたる。本作の特徴は大オルガンのオブリガート伴奏つきであることだが、これは各節ごとにオルガンが旋律を弾き、その後に独唱や合唱が続くといった手法によっていることで、いわば人声とオルガンによる掛け合いといった独自の形式をもつからである。
本作についてシュテーゲマンはサン＝サーンスが「止むにやまれぬ内的な衝動から作曲したおそらく唯一の教会音楽でその音調がオペラにもアカデミックな対位法にも転じることのない唯一の作品でもある。《リーベル・スクリプトゥス》（テノール）と《ユデックス・エルゴ》（バス）のア・カペラのレシタティーヴォ、《レクス・トレメンダエ》における切迫して脈打ち、長いクレッシェンドによって強調される3度の積み重ね、《オロ・スプレクス》の嘆くような半音階手法、これらはすべて『レクイエム』にサン＝サーンスがその他の「宗教作品」ではむしろ避けていた表現の真摯さと深みを与えている」と評価している。
なお、サン＝サーンスはのちに「宗教の意味は認めはするが、自分は確固たる無神論者である」と告白している。
楽譜はデュラン社から出版された。

## 編成
- 声楽: ソプラノ、アルト、テノール、バス、混声合唱
- 木管楽器:フルート4、オーボエ2、コールアングレ2、 ファゴット4
- 金管楽器:ホルン4、トロンボーン4
- 打楽器:ティンパニ
- その他:弦五部、ハープ4、オルガン

## 楽曲構成

### キリエ
個性的な半音階のモティーフが管弦楽によって導入され、これに続き、バスを除く独唱者が優しく入祭唱が歌われる。次に、バスを除く合唱が加わる。やがて「賛歌を捧ぐるはシオンにてふさわし」が独唱の4人によって歌われる。冒頭のモティーフがオーケストラによって回想されると、合唱が「キリエ・エレイゾン」とピアニッシモで歌って締めくくられる。

### ディエス・イレ
「怒りの日」の冒頭は、グレゴリオ聖歌の旋律が金管楽器とオルガンで演奏され、この部分だけはベルリオーズの『幻想交響曲』を聴いているのではないかという錯覚を受ける。このモティーフがさらに全音符に拡大されて、木管により強調される。休止を挟んで4本のトロンボーンが「不思議なラッパ」を吹き鳴らし、オルガンが呼応してこれを繰り返すと合唱が「ものみなを玉座に集めん」とユニゾンで歌う。ファンファーレが鳴って「裁き手に答うれば」でクライマックスに達する。休止を挟んで、テノールの独唱が「書き物が持ち出されん。すべての物を書き記されしもの」とレシタティーヴォ風に無伴奏でと歌い、バスの独唱がこれを引き継ぐ。やがて八分音符の半音下降のモティーフがオーケストラによって繰り返され、テノールのソロが「哀れなる我何をか言えん」と歌い出し、これが合唱に引き継がれる。

### レックス・トレメンデ
冒頭部分は低音から弦楽器でC音上に短9度和音がスタッカートで積み上げられ、合唱が「恐るべき稜威の王よ」とピアニッシモで呼びかける旋律を歌い始める。合唱はひたすら「我を救い給え」と祈る。この合唱と交替してテノールが「思い出し給え慈悲深きイエスよ」と歌う。この合唱と独唱が繰り返されたのち、テノール独唱は改めて力強く「我は罪あるものとして嘆く」と新たな歌を展開する。合唱がこれに続き救いを乞う。

### オロ・スプレクスム
４本のフルートが下降半音階を含む憂いに満ちたモティーフで開始する。これを長2度下で繰り返し、弦楽器に引き継がれ、6重奏が繰り広げられる。ソプラノ、アルト、テノールの独唱がオルガンと伴にこのフレーズを引き継ぎ、さらに合唱によって力強く歌われる。そして、独唱と合唱が交互に主イエスに安息を与えよと祈る。

### オスティアス（オッフェルトワール）
合唱が一転して明るくオルガンの伴奏にのって「賛美の犠牲と祈りを主に捧げまつる」とコラール風に歌い上げる。ヴァイオリンとハープが各節の間奏にアルペジオを奏して天国的な清純さを感じさせる効果を上げている。

### サンクトゥス
弦楽器とファゴット、オルガンを伴った合唱よって「聖なるかな」が歌われ、ヴァイオリンとヴィオラの16分音符の分散和音にのって「サンクトゥス」の力強い合唱が始まる。そして。上昇する音階のヴァイオリンのトレモロにのって「ホザンナ、いと高きところに」と合唱して、締めくくられる。

### ベネディクトゥス
木管の形作る変ニ長調の主和音を背景に2台のハープが反行の分散和音を16分音符で奏して、ほの暗いこの曲の雰囲気が準備される。独唱が歌い始めると2小節おいて合唱が後を追う、シンプルな形式で「ほむべきかな」の詩句がゆっくりと歌い上げられる。

### アニュス・デイ
序章と同じ短い前奏で始まり、これに続いてハープと弦楽器の伴奏にのって4本のフルートは暗く悲痛に満ちた旋律を歌い始める。これはオーボエとコールアングレに引き継がれ、さらにヴァイオリンに受け渡される。ここで4人のソロがこのメロディーで「神の子羊よ」と涙で途切れるかのように歌われる。合唱もこれに続いて、フォルテで歌い上げる。最後は「アーメン」と唱和して静かに消え入るように終わる。

## 演奏時間
約37分

## 主な録音
| 年   | 指揮者 オルガン                                | 管弦楽団 合唱団                                                                                       | 独唱 ソプラノ メゾ・ソプラノ テノール バス                                                            | レーベル                              |
| ---- | ---------------------------------------------- | --- | --- | ------------------------------------- |
| 1989 | ジャック・メルシエ ジャック・アマド            | イル・ド・フランス国立管弦楽団 イル・ド・フランス・ヴィットリア合唱団                                 | フランソワーズ・ポレ マガリ・シャルモー=ダモンテ ジャン=リュック・ヴィアラ ニコラ・リヴァンク         | CD: BGM ASIN : B00009LW1C             |
| 1991 | ジャン=マルク・コシュロー フランソワ・ウタール | オルレアン交響楽団 オー・ド・セーヌ合唱隊                                                             | アンヌ・コンスタンタン ジャクリーヌ・メイユール フランシス・バルドー リオネル・パントル               | CD: Solstice ASIN : B00004S67V        |
| 1993 | ジェフリー・サイモン ジェームズ・オドンネル    | ロンドン・フィルハーモニー管弦楽団 ハートフォードシャー合唱団 ハーロー合唱団 イースト・ロンドン合唱団 | ティヌケ・オラフィミハン キャサリン・ウィン＝ロジャース アンソニー・ローデン サイモン・カークブライド | CD: Signum Classics ASIN : B00007GXKW |
| 2001 | ディエゴ・ファソリス フランチェスコ・チェーラ  | スイス・イタリア語放送管弦楽団 スイス・イタリア語放送合唱団                                           | マリー＝ポール・ゼドッティ ギルメット・ロランス ルカ・ロンバルド ニコラ・テステ                       | CD: Chandos ASIN : B01K8NX59Q         |